# Emys orbicularis
Барска корњача, европска барска корњача или водена корњача (лат. Emys orbicularis) је гмизавац из реда корњача (Testudines) и породице Emydidae. Ово је једина аутохтона врста водене корњаче на територији Србије.

## Опис
Може се уочити променљива обојеност, међутим обично има светлих мрља на тамној (често црној) позадинској боји. Облик и боја карапакса се мењају са годинама. Младе E. orbicularis имају заобљен карапакс, једнолико тамносмеђи са дорзалне стране и црни са вентралне, са жутом мрљама дуж обода карапакса. Како старе, дорзални део карапакса постаје гладак и углавном су пегав или пругаст са жутим ознакама на тамној позадини. Глава, удови и реп су тамни са жутим или светло смеђим мрљама и малим тачкама. Величина карапакса се креће од 12 до 38 cm и имају 12 пари рубних штитова. Глава је прекривена глатком кожом. Emys orbicularis има флексибилни пластрон са шаркама који је лабаво спојен са карапаксом лигаментима. Мужјаци ове врсте сазревају раније и углавном остају мањи од женки, али имају сличне стопе раста.

## Онтогенеза
Јавља се температурно зависно одређивање пола, на основу температуре инкубације јајета и хормоналних фактора који изазивају диференцијацију гонада. Током термосензитивног периода инкубације, јаја на температурама испод 25 °C постаће мушки ембриони, док ће јаја на температурама изнад 30 °C постати женски ембриони. Репови младих су дуги скоро као карапакс, али са годинама постају краћи. Примерци дужине око 12 cm сматрају се потпуно развијеним одраслим јединкама. Раст је осетљив на еколошке факторе и ограничен је њима, укључујући величину младунаца, доступност хране, генетске факторе и квалитет њихових станишта. Промене у исхрани и продужена активност утичу на брзину раста.

## Екологија
Током дана, ове корњаче се опружено сунчају на камењу или обалама. Плен посматрају само носом и очима које извирују из воде, или се скривају иза или унутар плутајуће вегетације. Они хибернирају током хладне сезоне закопани у блато и не појављују се поново до касног пролећа.
Такође се јавља хијерархија доминације мушкараца, посебно током сезоне парења. Они такође могу показати територијалност и агонистичко понашање током такмичења у храни. Неки од покрета у оваквом   понашању укључују пружање главе, поскакивање, грижење и сличне активности. У заточеништву постају веома питоми, али у својим родним стаништима су изузетно стидљиви и опрезни.
Одрасли показују везу у пару и живе у малим групама. Њихове активности и понашање се мењају због промена у сезони и условима животне средине. На пример, храњење се смањује са смањењем температуре. Генерално, ова врста обавља регионалну миграцију, емиграцију и активно тражење хране. Могу остати испод воде много сати пре него што се врате на површину.

## Распрострањење
Ареал барске корњаче обухвата већи број држава у Европи, западној Азији и северној Африци.
Врста има станиште у Русији, Пољској, Немачкој, Шпанији, Италији, Србији, Грчкој, Мађарској, Румунији, Украјини, Белорусији, Турској, Казахстану, Ирану, Алжиру, Мароку, Ирској, Португалу, Босни и Херцеговини, Бугарској, Француској, Албанији, Холандији, Црној Гори, Македонији, Лихтенштајну, Литванији, Летонији, Словачкој, Словенији, Чешкој, Хрватској, Молдавији, Монаку, Јерменији, Аустрији, Швајцарској, Азербејџану, Грузији, Малти, Тунису, Сирији, Туркменистану, Уједињеном Краљевству, Луксембургу и Белгији.
Присуство је непотврђено у Ираку и Кипру.

## Станиште
Станишта врсте су језера и језерски екосистеми, речни екосистеми и слатководна подручја.

## Угроженост
Ова врста је на нижем степену опасности од изумирања, и сматра се скоро угроженим таксоном.